# استان چیکلایو
استان چیکلایو (به اسپانیایی: Provincia de Chiclayo) یک استان در پرو است که در منطقه لامبایکه واقع شده‌است. استان چیکلایو ۳٬۲۸۸٫۰۷ کیلومتر مربع مساحت و ۷۳۸٬۰۵۷ نفر جمعیت دارد.